# Илеть (Звениговский район)
 Илеть  — посёлок в Звениговском районе Республики Марий Эл. Входит в состав городского поселения Красногорский.

## География
Находится в южной части республики Марий Эл на расстоянии приблизительно 25 км по прямой на северо-восток от районного центра города Звенигово у железнодорожной линии Зелёный Дол — Яранск.

## История
Известен с 1925 года как поселение Илетской лесорубочной производственной артели, в 1926 году здесь уже было 115 жителей. С 1988 году работает деревообрабатывающее предприятие. В 1999 году в посёлке было 236 дворов, проживали 548 человек (в том числе русских — 343, мари — 121, татар — 61, чувашей — 10).

## Население
Население составляло 509 человек (русские 61 %) в 2002 году, 462 в 2010.

## Известные жители
- Горбунов Сергей Иванович (1915—1991) — советский административный, партийный и промышленный деятель. Заместитель Председателя Совета Народных Комиссаров Марийской АССР (1944), секретарь Йошкар-Олинского горкома ВКП(б) (1944—1946). Директор Марийского завода тяжёлого машиностроения (1963—1965). Член ВКП(б) с 1944 года.